# Teller (miasto)
Teller – miasto w Stanach Zjednoczonych, w stanie Alaska, w okręgu Nome.